# Arcillo
Arcillo es una localidad española perteneciente al municipio de Pereruela, en la provincia de Zamora, y la comunidad autónoma de Castilla y León.

## Geografía
Su término pertenece a la histórica y tradicional comarca de Sayago. Junto con las localidades de La Cernecina, Las Enillas, Malillos, Pueblica de Campeán, San Román de los Infantes, Sobradillo de Palomares, Pereruela, Sogo y La Tuda, conforma el municipio de Pereruela.

## Topónimo

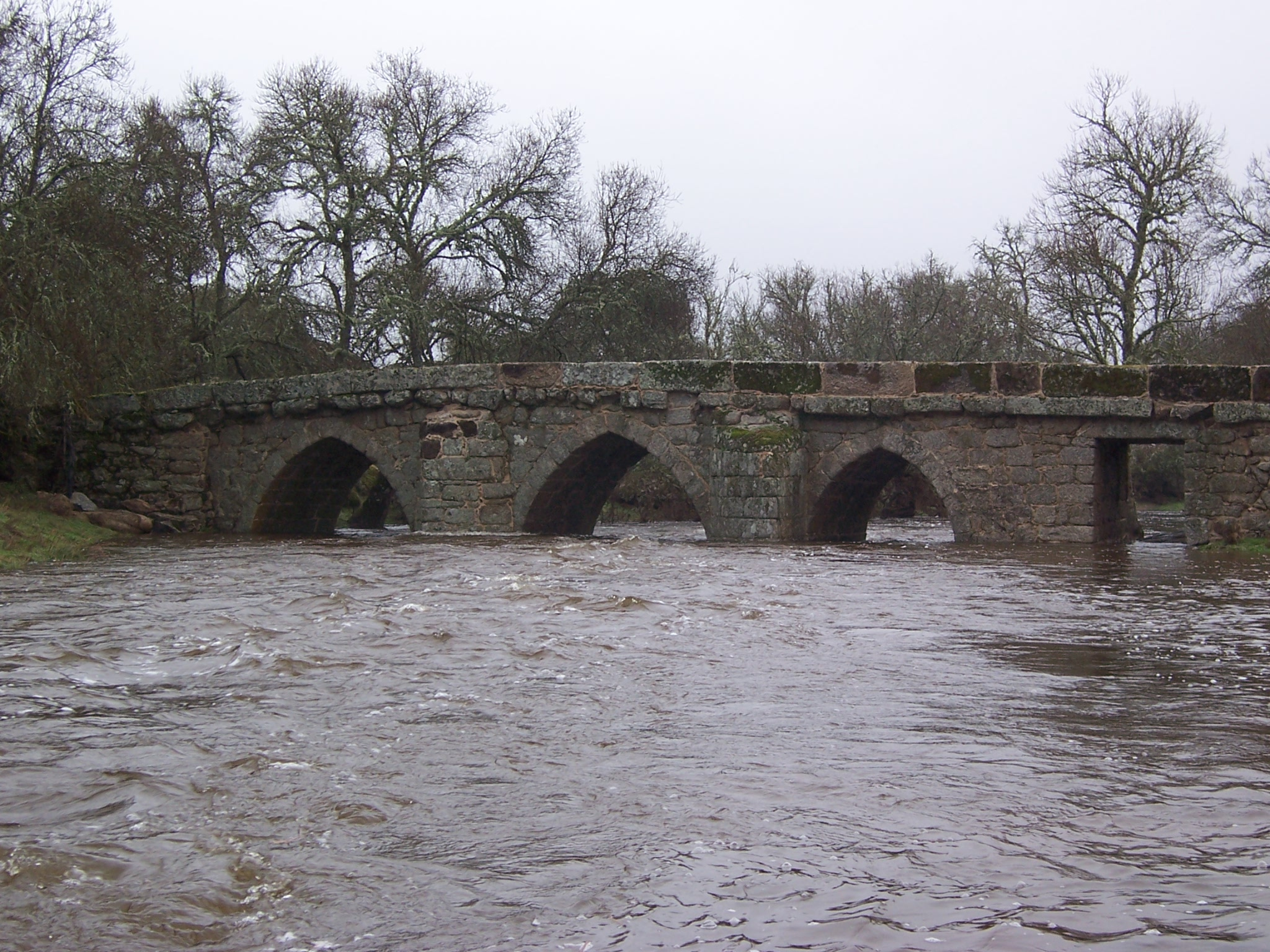
Puente de La Albañeza.

Puede analizarse como procedente de un "*arciello", es decir, "arquillo" en el sentido arquitectónico actual. Tal hecho no sorprende; es, en efecto, de gran importancia la huella arqueológica romana en el lugar, que se encuentra sobre la vía romana hoy conocida como calzada mirandesa. La vocal tónica anterior /e/, /i/ propicia la evolución /k/ > /z/, fenómeno propio de una fase arcaica en la formación del castellano, estando aún muy presente en los dialectos de la lengua leonesa. El grupo velar /k/ + vocal anterior e, i da lugar a un fonema palatal, sordo en posición inicial, y sonoro (por lenición) entre vocales, que luego se convierte en interdental fricativa. Compárense en Palencia y Navarra los topónimos Marca, donde la –c– permanece velar, y Marcilla, que se dentaliza; en León Villaseco y Villasecino; Berdugal y Berducedo; Vega y Vecilla; arca y arcellina; lago y Lacedo; Francos y Francillos; hormiga y Hormicedo; quejigo y Caicedo; Troncoso y Tronceda (asturiano Tronceu).

## Historia
Restos romanos aparecen en Fuente Nueva y, junto a la Calzada Mirandesa a unos 500 metros al norte de la localidad, en el sitio de Santa Eufemia, donde existió una ermita, hoy derruida.
En la Edad Media, Arcillo quedó integrado en el Reino de León, época en que habría sido repoblado por sus monarcas en el contexto de las repoblaciones llevadas a cabo en Sayago.
Posteriormente, en la Edad Moderna, Arcillo estuvo integrado en el partido de Sayago de la provincia de Zamora, tal y como reflejaba en 1773 Tomás López en Mapa de la Provincia de Zamora.
Así, al reestructurarse las provincias y crearse las actuales en 1833, la localidad se mantuvo en la provincia zamorana, dentro de la Región Leonesa, integrándose en 1834 en el partido judicial de Bermillo de Sayago, dependencia que se prolongó hasta 1983, cuando fue suprimido el mismo e integrado en el Partido Judicial de Zamora.

## Situación
Población situada al suroeste de la ciudad de Zamora, de la que dista poco más de 25 km. A la misma se accede, desde la capital provincial, a través de la denominada carretera de Fermoselle (CL-527), tras coger el correspondiente desvío directo de Arcillo.
| Noroeste: Abelón | Norte: Villaseco del Pan | Noreste: San Román de los Infantes |
| Oeste: Gáname    |                          | Este: Pereruela                    |
| Suroeste Fadón   | Sur: Sogo - Malillos     | Sureste: Sobradillo de Palomares   |

Por Arcillo pasaba la calzada romana denominada "Mirandesa", y que unía Zamora con la actual ciudad portuguesa de Miranda do Douro. Aún hoy en día se puede seguir su recorrido de forma intermitente, quedando muestras como el puente de la Albañeza, con tres arcos ojivales y dos aliviaderos en forma de alcantarilla.

## Entorno natural
Las centenarias encinas llegan a las puertas de corrales y casas como una continuidad de las dehesas próximas de La Serna, Fontanillas y La Viñuela. Este encinar y la ribera que discurre hundida entre peñascos son entornos naturales privilegiados.

## Patrimonio
Son meritorias sus portaladas, la estructura general de los edificios y las calles, bien cuidadas y de gran tipismo por su trazado irregular, lo que favorece la existencia de serenos rincones que incitan a la tranquila plática con los amables habitantes. El Molino del Sordo es único en Sayago por su sistema rotor. 